# Valeria Bruni Tedeschiová
Valeria Bruni Tedeschiová, nepřechýleně Valeria Bruni Tedeschi (* 16. listopadu 1964, Turín, Piemont) je italsko-francouzská herečka a režisérka, sestra Carly Bruniové.

## Soukromý život
Narodila se roku 1964 v piemontském Turínu do rodiny operního skladatele Alberta Bruniho Tedeschiho a herečky a klavíristky Marisy Boriniové. Její děd Virginio Bruni Tedeschi byl italský velkopodnikatel a zakladatel firmy CEAT (Cavi Elettrici Affini Torino). Jako Žid konvertoval za druhé světové války z obavy před pronásledováním ke katolicismu.
V dětském věku se Valeria Bruni Tedeschiová s rodinou přestěhovala do Francie. Disponuje francouzským i italským státním občanstvím. Její sestrou je zpěvačka a modelka Carla Bruni (nar. 1967), nyní manželka bývalého francouzského prezidenta Nicolase Sarkozyho. Jejich bratr Virginio Bruni Tedeschi (nar. 1959) zemřel v roce 2006.
Od roku 2007 žije v partnerském vztahu s hercem Louisem Garrelem. V březnu 2009 adoptovali z Afriky dceru Céline.

## Herecká kariéra
Na filmovém plátně debutovala v roce 1986. Hlavní role v první dekádě třetího tisíciletí ztvárnila ve snímcích Kdybych byl bohatý (2002), 5x2 (2004), Čas, který zbývá (2005), Dobrý ročník (2006), nebo v komedii Herečky (2007).
V roce 2000 také natočila šestiminutový krátkometrážní film Drugstore (2000), režírovaný Marion Vernouxovou, který se stal součástí francouzské protidrogové kampaně.

## Režijní kariéra
Jako režisérka debutovala v roce 2003 komedií Il est plus facile pour un chameau..., která získala cenu na Filmovém festivalu Tribeca a v roce 2004 také na Ankara Flying Broom Women's Film Festivalu. Současně byl snímek oceněn cenou Louise Delluca (Prix Louis-Delluc) za nejlepší filmový debut.
V roce 2007 natočila film Herečky, v němž také hrála hlavní roli. Snímek obdržel Zvláštní cenu poroty (Prix Spécial du Jury) na Filmovém festivalu v Cannes 2007.

## Filmografie

### Herecká
- 2024 – Eterno visionario
- 2024 – L'Attachement
- 2024 – Une vie rêvée
- 2023 – Il n'y a pas d'ombre dans le désert
- 2023 – Te l'avevo detto
- 2021 – La Fracture
- 2021 – Cette musique ne joue pour personne
- 2021 – Enquête sur un scandale d'État
- 2021 – Les Amours d'Anaïs
- 2020 – Gli indifferenti
- 2020 – Été 85
- 2019 – Aspromonte - La terra degli ultimi
- 2019 – Seules les bêtes
- 2018 – Les Estivants
- 2017 – Un beau soleil intérieur
- 2017 – Paris, etc.
- 2016 – Ma Loute
- 2016 – La pazza gioia
- 2015 – Latin Lover
- 2015 – Asphalte
- 2014 – La buca
- 2014 – Les Jours venus
- 2014 – Saint Laurent (film)
- 2014 – Terre battue
- 2013 – Viva la libertà
- 2013 – Il capitale umano
- 2013 – Un château en Italie
- 2012 – Padroni di casa
- 2010 – Baciami ancora
- 2010 – Les Mains en l'air
- 2010 – Roses à crédit
- 2009 – Les Regrets
- 2008 – Velké alibi
- 2007 – L'Abbuffata
- 2007 – Herečky
- 2007 – Tančit je lepší
- 2006 – Dobrý ročník
- 2005 – Čas, který zbývá
- 2005 – Mnichov
- 2005 – Crustacés et Coquillages
- 2005 – Quartier V.I.P.
- 2005 – Tickets
- 2005 – Un couple parfait
- 2004 – Králové a královna
- 2004 – 5×2
- 2003 – La Felicità non costa niente
- 2003 – Il est plus facile pour un chameau…
- 2003 – Les Sentiments
- 2003 – La Vita come viene
- 2002 – Dalších deset minut II.
- 2002 –  L'Inverno
- 2002 – Kdybych byl bohatý
- 2002 – Kůže anděla
- 2001 – Le Lait de la tendresse humaine
- 2000 – Les Cendres du paradis
- 2000 – Drugstore
- 2000 – Voci
- 1999 – Au coeur du mensonge
- 1999 – La Balia
- 1999 – Nebojím se života
- 1999 – Rien à faire
- 1999 – Rien dire
- 1999 – Scénarios sur la drogue (televizní seriál)
- 1998 – On a très peu d'amis
- 1998 – La Parola amore esiste
- 1998 – Všichni, kdo mě mají rádi, pojedou vlakem
- 1997 – Amour et confusions
- 1997 – Les Années lycée: Petites (televizní film)
- 1997 – A Casa
- 1997 – J'ai horreur de l'amour
- 1996 – Le Coeur fantôme
- 1996 – Encore
- 1996 – Les Menteurs
- 1996 – Můj pasák
- 1996 – Nénette et Boni
- 1996 – La Seconda volta
- 1995 – Oublie-moi
- 1995 – Die Schönsten Frauen der Welt – Carla Bruni (televizní film)
- 1994 – Královna Margot
- 1994 – Le Livre de cristal
- 1994 – Montana Blues
- 1994 – Poisson rouge
- 1994 – 3000 scénarios contre un virus (televizní seriál)
- 1993 – Condannato a nozze
- 1993 – Les gens normaux n'ont rien d'exceptionnel
- 1993 – Quand Fred rit
- 1993 – Sandra, c'est la vie (televizní film)
- 1993 – Une femme pour moi (televizní film)
- 1992 – Agnes
- 1992 – Les Aphrorécits
- 1992 – Les Mauvais instincts (televizní film)
- 1991 – Fortune Express
- 1991 – L'Homme qui a perdu son ombre
- 1990 – La Baule-les-Pins
- 1990 – Un sale quart d'heure pour l'art
- 1989 – Condorcet (TV seriál)
- 1989 – Dis-moi oui, dis-moi non
- 1989 – Storia di ragazzi e di ragazze
- 1988 – Bisbille
- 1987 – L'Amoureuse
- 1987 – Hôtel de France
- 1986 - Paulette, la pauvre petite milliardaire

### Dokumentární
- 1989 – J'écris dans l'espace
- 1987 – Il Était une fois dix neuf acteurs (televizní film)

### Režijní
- 2022 – Les Amandiers
- 2018 – Les estivants
- 2016 – Une jeune fille de 90 ans
- 2015 – Les trois soeurs
- 2013 – Un château en Italie
- 2007 – Herečky
- 2003 – Il est plus facile pour un chameau…